# الدوري الأمريكي لكرة السلة للمحترفين 2020–21
كان الدوري الأمريكي لكرة السلة للمحترفين 2020–21 هو الموسم الخامس والسبعون من الرابطة الوطنية لكرة السلة (NBA). بسبب وباء كوفيد-19، تم تقليص الموسم العادي إلى 72 مباراة لكل فريق، وبدأ في 22 ديسمبر 2020. بدأ الموسم بعد 72 يومًا فقط من انتهاء نهائيات الدوري الاميركي للمحترفين 2020، وهي أقصر فترة خارج الموسم في تاريخ الدوري. تم لعب لعبة إن بي أي أول-ستار لعام 2021 في 7 مارس، في ستايت فارم أرينا في أتلانتا، وفاز بها فريق ليبرون 170-150. أقيمت بطولة اللعب للفرق المصنفة من 7 إلى 10 في كل مؤتمر في الفترة من 18 مايو إلى 21 مايو. تم إجراء التصفيات بعد ذلك وفقًا للتنسيق القياسي لـ 16 فريقًا من 22 مايو إلى 20 يوليو 2021. نظرًا للقيود العابرة للحدود التي فرضتها الحكومة الكندية على كوفيد-19، لعب فريق تورونتو رابتورز مبارياتهم على أرضهم في 2020–21 في أمالي أرينا في تامبا، فلوريدا.